# بني داود (بني حشيش)

تعديل مصدري - تعديل

بني داود هي إحدى قرى عزلة الشرفة بمديرية بني حشيش التابعة لمحافظة صنعاء، بلغ تعداد سكانها 839 نسمة حسب تعداد اليمن لعام 2004.